# Dejeania longirostris
Dejeania longirostris là một loài ruồi trong họ Tachinidae.